# 黑體細鰩
黑體細鰩（學名：Rajella nigerrima），為軟骨魚綱鰩目鰩科鰩屬的一種，分布於東南太平洋祕魯及智利海域，深度590至1000公尺，體長可達45.7公分，棲息在大陸坡，為底棲性魚類，肉食性，卵生，生活習性不明。